# Csara
A Csara (oroszul: Чара) folyó Oroszország ázsiai részén, az Oljokma bal oldali mellékfolyója.

## Földrajz
Hossza: 851 km, vízgyűjtő területe: 87 600 km2, évi közepes vízhozama: 900 m3/s.
A Bajkálontúli határterületen, a Kodar-hegység déli részén elterülő Nagy-Leprindo-tóból ered. Az Irkutszki területen, az Oljokma–Csara-felföld nyugati és a Patom-felföld keleti lejtői között kanyarog észak, északkelet felé és Jakutföld déli részén ömlik az Oljokmába.
Eső és hóolvadék, talajvíz és gleccser vegyesen táplálja. Október és május között befagy. Májustól szeptemberig állandóan magas vízállás jellemzi, ilyenkor a torkolattól fölfelé 416 km-ig hajózható.
Felső szakaszán át vezet a Bajkál–Amur-vasútvonal, a jobb parton épült település és vasútállomása: Novaja Csara. A folyó vízgyűjtő területén, a település közelében található az ország (egyik) legnagyobb rézérc lelőhelye, Udokan.

### Mellékfolyók
- Balról: Zsuja (337 km), Molbo (334 km)
- Jobbról: Tokko (446 km)